# Greg Bailey
Greg Bailey er en amerikansk bassist, der er mest kendt for at spille med i bandet Petra.